# Яйце з решіткою і трояндами (яйце Фаберже)
«Яйце з решіткою і трояндами» — ювелірне великоднє яйце виготовлене фірмою Карла Фаберже на замовлення російського імператора Миколи II у 1907 році. Було подароване імператором дружині Олександрі Федорівні на пам'ять про третю річницю від народження царевича Олексія Миколайовича.

## Дизайн
Золоте яйце вкрите прозорою блідо-зеленою емаллю і орнаментоване діамантовою решіткою та квітками троянд, вкритих матовою світло- і темно-рожевою емаллю, в оточенні смарагдово-зеленого листя. Два великі діаманти встановлені на верхньому і нижньому кінцях яйця. Під нижнім діамантом — дата «1907». Імовірно, під верхнім діамантом містилась монограма, яка не збереглась.

### Сюрприз
В яйці містився сюрприз, який наразі загублений. Згідно з дослідженнями, це було діамантове кольє із мініатюрним, обрамленим діамантами, портретом царевича Олексія, що був виконаний акварелями на слоновій кістці.

## Історія
На рахунку фірми Фаберже від 21 квітня 1907 року, надісланому до імператорського двору, зазначена вартість яйця у 8,300 рублів.